# Johann Heinrich Bach
Johann Heinrich Bach (1707-1783) fue un músico alemán.
Hijo de Johann Christoph Bach (1671-1721), nació en Ohrdruf. Después de estudiar en la Escuela de Santo Tomás (en alemán Thomasschule) de Leipzig, regresó en 1728 a su ciudad natal. En 1730 pasó a servir al conde von Hohenlohe en Oehringen.